# Gai Memmi Gemel
Gai Memmi Gemel (llatí: Gaius Memmius L. f. Gemellus) va ser un magistrat romà, orador i poeta, del segle i aC. Era fill de Luci Memmi, l'orador. Formava part de la gens Mèmmia, una gens romana d'origen plebeu.
Era tribú de la plebs l'any 66 aC, quan es va oposar a la petició d'un triomf per Luci Licini Lucul·le al seu retorn de la guerra contra Mitridates VI Eupator.
Segons Ovidi, va escriure poemes eròtics considerats indecents. Va intentar tenir relacions amb la dona de Gneu Pompeu i l'any 60 aC, quan era edil curul, va seduir a la dona de Marc Licini Lucul.
Va ser pretor a Bitínia l'any 58 aC i es va alinear amb el partit senatorial. Va acusar Publi Vatini, cònsol de l'any 47 aC. Va oposar-se a Publi Clodi Pulcre i a Juli Cèsar i contra aquest darrer va intentar fer aprovar una moció per anul·lar els actes del seu consolat. L'any 54 aC va aspirar al consolat i va buscar el suport de Juli Cèsar però es va descobrir una coalició amb els oponents de Cèsar als comicis i aquest li va retirar el suport. Va ser acusat per Quint Curci d'ambitus (suborn) per a obtenir el càrrec, i va ser destituït. Com que no va obtenir el suport de Cèsar contra aquesta acusació, es va retirar a Mitilene on vivia el 51 aC.
Es va casar amb Fausta Cornèlia, filla de Sul·la. Va tenir un fill (almenys) de nom Gai Memmi. Es va divorciar després de la seva dona.
Va ser un expert en literatura i eloqüència, però la seva preferència pel model grec sobre el romà el va fer poc efectiu al fòrum, segons diu Ciceró. Lucreci li va dedicar el llibre De rerum natura. Sembla que Memmi va ser protector d'aquest poeta.